# Milagro Acustico
Il Milagro Acustico è un ensemble musicale fondato a Roma nel 1995 da Bob Salmieri.

## Storia e stile musicale del gruppo
Caratteristica principale del gruppo, è la ricerca continua di nuove sonorità; partono infatti come formazione latin jazz, modificando il loro sound, nel corso degli anni fino ad arrivare con l'ultimo cd Rosa del Sud ad una nuova fase che coniuga la musica araba a quella latina con una spinta elettrica tipica del folk. Questo disco, vede riunita quasi al completo la formazione originaria presente le primo cd Onirico (1998). Coniugano spesso la poesia arabo-sicula con temi di attualità come l'immigrazione e il mondo dei clandestini, cercando parallelismi fra oriente e occidente di ieri e di oggi.
Hanno realizzato una trilogia dedicata ai Poeti Arabi di Sicilia (Poeti Arabi di Sicilia, 2005, Siqilliah, terra d'Islam, 2007, Sicilia Araba, 2013). Dal 2005 collaborano intensamente con musicisti turchi e nel 2009 organizzano con gli Istituti Italiani di Cultura di Ankara e Istanbul il “KaleidoskopEurope project” nell'ambito del programma UE-Turchia – Civil Society Dialogue – Cultural Bridges, finanziato dalla Unione Europea. Sotto la direzione artistica di Bob Salmieri, 35 musicisti, italiani e turchi, hanno effettuato un tour nelle principali Università turche, realizzando 24 concerti e numerosi workshop. Il tour ha visto le sue date conclusive nell'aprile del 2010 al Teatro Palladium-Terza Università di Roma, nell'ambito del prestigioso Roma Europa Festival con tre giorni di concerti e workshop. Nel 2010 sono ancora invitati a Istanbul come rappresentanti dell'Italia nell'ambito del programma EU-Turkey Civil Society Dialogue: Cultural Bridges Programme alla presenza del premio Nobel Günter Grass.
A giugno 2014, sono a Parigi, ospiti della Settimana della Cultura Italiana. Nel 2015 pubblicano Rosa de Sud il loro decimo album dedicato alla cantante siciliana Rosa Balistreri. (Cultural Bridge indie Label) Il progetto sarà presentato all'Auditorium Parco della Musica - Sala Sinopoli il 23 aprile 2016. Nello stesso anno sono invitati in Tunisia nell'ambito dei festeggiamenti per Sfax, Capitale du Monde Arabe.

## Formazione
- Bob Salmieri - Ney, sax tenore e soprano, baglama, percussioni
- Marwan Samer - voce, oud, krakeb
- Andrea Pullone - chitarra classica, baglama, chitarra battente
- Maurizio Perrone - contrabbasso, basso elettrico
- Carlo Colombo - percussioni
- Giampaolo Scatozza - batteria

Hanno collaborato molti musicisti, che utilizzano strumenti acustici della tradizione mediorientale e del sud Italia.
- Patrizia Nasini - voce
- Germana Servi - Voce
- Eda Ozbakay - Danza
- Debora Longini - voce
- Helia Bandeh - Danza
- Abdalla Mohamed - percussioni, ney
- Maurizio Catania - batteria
- Carlo Cossu - violino
- Paki A. Kalipada - Tabla,
- Nour Eddine Darbouka, jaita
- Mauro Tiberi - voce
- Francesca Brilli - voce
- Burak Aziz - voce
- Fabio dell'Armi - chitarra, voce
- Piero Piciucco - contrabbasso, mandolino
- Volkan Gucer Kaval - clarinetto
- Turker Dinletir - Ney
- Pejman Tadayon - Tar, setar
- Gunay Celik - Kanun
- Pape Kanoutè - Kora
- Andrea Alberti - pianoforte
- Francesco Consaga - sax soprano, flauto
- Luca Ciarla - violino
- Andrea Piccioni - percussioni
- Francesco Mattera - Batteria
- Ruben van Rompaey - Percussioni
- Gianfranco Dezi - tromba, flicorno

## Discografia

### Album
- 1998 – Onirico (autoproduzione)
- 2002 – I Storie o Cafè di lu Furestiero (Tinder records - USA), ispirato alla raccolta di racconti di Bob Salmieri (Edizioni Interculturali)
- 2004 – Rubaiyyat of Omar Khayyam (World Class - USA), ispirato alle poesie dello scienziato e poeta persiano dell'XI secolo Omar Khayyam
- 2005 – Poeti Arabi di Sicilia (Compagnia Nuove Indye)
- 2006 – I storie o Cafè di lu Furestiero Novo (Compagnia Nuove Indye)
- 2007 – Siqiliah, Terra d'Islam (Compagnia Nuove Indye)
- 2010 – Thermae Atmospherae (Compagnia Nuove Indye) Triplo album dedicato alle terme
- 2011 – Sangu ru Poeta - SAIRIN KANI Nazim Hikmet, Ignazio Buttitta poems (Compagnia Nuove Indye)
- 2013 - Sicilia araba - (Arabic Poets of Sicily 827 - 1091) (Cultural Bridge Indie Label)
- 2015 - Rosa del Sud - dedicato alla cantante siciliana Rosa Balistreri (Cultural Bridge Indie Label)
- 2018 - Sicilia araba live!- (Cultural Bridge Indie Label)
- 2019 - Rosa del Sud remix - dedicato alla cantante siciliana Rosa Balistreri (Cultural Bridge Indie Label)
- 2022 - Casbah! (Cultural Bridge Indie Label)
- 2023 - The Golden Age Vol. 1 (Cultural Bridge Indie Label)